# Habroptila wallacii
Il rallo di Wallace o rallo invisibile (Habroptila wallacii G. R. Gray, 1861), unica specie del genere Habroptila G. R. Gray, 1861, è un uccello della famiglia dei Rallidi originario dell'isola di Halmahera, nelle Molucche settentrionali.
Specie piuttosto rara, è noto solamente a partire da pochi esemplari e da rari avvistamenti, il più recente dei quali risalente al 2003. Gli studiosi ritengono che possa essere strettamente imparentato con il rallo di d'Albertis (Megacrex inepta). È noto anche come rallo invisibile o, presso gli anglosassoni, Drummer Rail («rallo batterista»), a causa del suo richiamo che somiglia a un rullo di tamburo continuo e soffocato; gli abitanti di Halmahera, invece, lo chiamano Soisa.

## Descrizione
Il rallo di Wallace è un grosso Rallide incapace di volare lungo 33–40 cm. Entrambi i sessi presentano una colorazione simile, grigio ardesia scuro, con il piumaggio di ali e coda dai toni marrone scuro; attorno agli occhi è presente una zona di pelle nuda di colore rosso; il becco e le zampe, abbastanza lunghi, sono di colore arancio-rossastro. Le regioni inferiori sono leggermente più chiare. La specie emette un basso richiamo tamburellante intervallato da strilli più elevati. Nell'aspetto ricorda alla lontana sia la gallinella olivacea (Amaurornis olivacea) che il pollo sultano (Porphyrio porphyrio), recentemente scoperto su Halmahera: il primo, tuttavia, ha dimensioni più piccole e becco e zampe più corti e di colore giallo, mentre il secondo, al contrario, ha dimensioni maggiori, piumaggio dai toni più bluastri, becco più breve e tozzo e copritrici del sottocoda di colore bianco.

## Distribuzione e habitat
Il rallo di Wallace vive unicamente nelle regioni più remote e fitte delle foreste paludose di palme di sago e delle zone umide di Halmahera, prediligendo le aree dove le paludi sono intervallate a foreste e radure. Nello specifico, la specie è stata avvistata nelle località di Fanaha, Gani, Pasir Putih, Sondo, Tewe e Weda Bay. Secondo i locali, sarebbe presente anche nelle paludi di Kao.
Delle 26 specie di uccelli endemici delle Molucche settentrionali, il rallo di Wallace è una delle otto considerate in pericolo di estinzione.

## Biologia
Conosciamo ben poco riguardo alla biologia del rallo di Wallace. La sua dieta è costituita prevalentemente da radici, sostanze vegetali e insetti, ma si nutre anche del midollo dei tronchi di sago tagliati. Come è già stato detto in precedenza, il suo richiamo ricorda il rullo di un tamburo (da cui il nome inglese alternativo di Drummer Rail) intervallato da gridi più acuti. Negli uccelli, l'incapacità di volare comporta cambiamenti nella morfologia della cintura scapolare e delle penne, nonché nelle dimensioni corporee, e in passato alcuni studiosi avevano inoltre ipotizzato che fosse correlata alle dimensioni del cervello. Tuttavia, è stato dimostrato che le dimensioni cerebrali non sono affatto correlate alla capacità di volare, dal momento che tale correlazione è stata riscontrata unicamente nell'alca impenne (Pinguinus impennis), nel kakapo (Strigops habroptila) e in alcune specie di pinguino. Il rallo di Wallace è monogamo, e ciascuna coppia depone 4-5 uova. Secondo gli abitanti di Halmahera, l'uccello abbandonerebbe la foresta durante la stagione secca.

## Conservazione
Il rallo di Wallace viene classificato tra le specie «vulnerabili», e la sua popolazione viene stimata sui 2500-9999 esemplari. Tra i fattori che ne mettono a rischio la sopravvivenza ricordiamo la continua distruzione e frammentazione dell'habitat per fare spazio a terreni agricoli e a strutture per l'acquacoltura, gli attacchi da parte dei predatori, le ridotte dimensioni della popolazione, l'areale limitato e, in alcune zone, la caccia, praticata con trappole e cani. La sua elusività, il comportamento riservato e l'impraticabilità dell'habitat in cui vive rendono molto difficile il suo studio in natura. Di conseguenza, è poco conosciuto e potrebbe addirittura essere più numeroso di quanto si creda.